# 阿巴尼亚
阿巴尼亞（Abanuea）是吉里巴斯的一個島嶼，它是構成塔拉瓦環礁的二十四個小島之一。「阿巴尼亞」這個名字意思是“酋長之地”。
阿巴尼亞於1999年被海水淹沒。在被淹沒之前，雖然該島無人居住，但漁民普遍會利用阿巴尼亞。